# James Lander
James Lander (* 29. September 1952 in Los Angeles, Kalifornien), auch James L. Lander, vollständiger Name James Larry Lander, ist ein US-amerikanischer Historiker, Archäologe und Klassischer Philologe, der als Lehrer der Harvard-Westlake School in North Hollywood und an der American International School in Thorpe, Surrey (TASIS) unterrichtete.

## Leben
Lander besuchte bis 1970 die Senior High School in Culver City, Kalifornien. Um sein anschließendes Studium zu finanzieren, übernahm er bis 1975 verschiedene Teilzeitjobs. Lander erhielt 1974 einen Bachelor-Abschluss in Geschichte und Klassischer Philologe an der Loyola Marymount University in Los Angeles. Während dieser Studienzeit war er bereits ein Jahr als Gaststudent an der University of Durham in England gewesen. Im Jahr 1975 erlangte er dann in Durham seinen Master of Arts als Klassischer Philologe. In den folgenden Jahren bis 1980 war er auf verschiedenen archäologischen Ausgrabungen sowie als freier Dozent im Bildungswesen beschäftigt. Von 1980 bis 1985 arbeitete er als Geschichtslehrer für US-amerikanische und europäische Geschichte an der Harvard-Westlake School in North Hollywood, Kalifornien, sowie von 1985 bis 2014 an der TASIS American School in Thorpe, Surrey. Im Jahr 1984 wurde er an der University of California, Los Angeles mit einer Arbeit über römische Steinkastelle promoviert.
In der ersten Hälfte der 1980er Jahre beschäftigte er sich intensiv mit der römischen Geschichte und Archäologie in der Levante, wobei er unter anderem mit dem amerikanischen Provinzialrömischen Archäologen S. Thomas Parker (1950–2021) zusammenarbeitete. Im Jahr 1992 verfasste er mit der selbst publizierten Schrift The Heart of Thorpe. A History of the Site of TASIS England eine ausführliche Geschichte der TASIS American School und ihres Umlandes.
Lander ist Mitglied der Abraham Lincoln Association.

## Schriften (Auswahl)
- mit S. Thomas Parker: Legio IV Martia and the Legionary Camp at El-Lejjūn. In: Byzantinische Forschungen 8 (1982), S. 185–210.
- Roman stone fortifications. Variation and change from the first century A.D. to the fourth (= British archaeological reports International Series Band 206), BAR Publishing, Oxford 1984, ISBN 0-86054-267-X.
- Did Hadrian Abandon Arabia? In: Philip Freeman, David L. Kennedy (Hrsg.): The Defence of the Roman and Byzantine East. Proceedings of a colloquium held at the University of Sheffield in April 1986. Band 1 (= BAR International Series 297; British Institute of Archaeology at Ankara Monograph 8), BAR Publishing, Oxford 1986, ISBN 0-86054-381-1, S. 397–409.
- The Heart of Thorpe.: A history of the Site of TASIS England. Privately Published 1994.
- Lincoln & Darwin. Shared Visions of Race, Science, and Religion. Southern Illinois University Press, Carbondale/Edwardsville 2010, ISBN 0-8093-2990-5.